# Protocollo AAA
Un protocollo AAA, nella telematica, e in particolare nelle reti di telecomunicazione o di computer, indica un protocollo che realizza le tre funzioni di autenticazione, autorizzazione e accounting.
L'espressione non si riferisce dunque ad un protocollo in particolare, ma ad una famiglia di protocolli che, anche in modi diversi ovvero con implementazioni diverse, offrono i servizi citati.

## Autenticazione
L'autenticazione è il processo mediante il quale un'entità (come un agente) dimostra la propria identità ad un'altra. Normalmente la prima entità è un client (utente, server), mentre la seconda è un server. L'autenticazione avviene attraverso l'inserimento di una proposta d'identità (ad es. il nome utente) e la dimostrazione di essere in possesso delle credenziali che ne consentono la verifica. Le credenziali possono essere: una password, un token unico, un certificato digitale oppure la chiamata ad un numero di telefono indicato dall'utente.

## Autorizzazione
L'autorizzazione si riferisce alla concessione di privilegi specifici ad un'entità o ad un utente, in base al profilo autenticato, ai privilegi richiesti, allo stato corrente del sistema. Le autorizzazioni possono anche essere basate su restrizioni di tipo temporale, di tipo geografico o sul divieto di accessi multipli simultanei da parte dello stesso utente. Nella maggior parte dei casi il privilegio concesso consiste nell'utilizzo di un determinato tipo di servizio. Esempi di servizi sono il filtraggio e l'assegnazione dell'indirizzo IP, l'assegnazione degli indirizzi locali, l'assegnazione dei parametri di qualità del servizio, l'allocazione della larghezza di banda e la crittografia.

## Accounting
Il termine Accounting (contabilizzazione) si riferisce al monitoraggio del consumo di risorse di rete da parte degli utenti. Tale attività è finalizzata alla programmazione dei fabbisogni futuri (dimensionamento, allocazione, ottimizzazione delle risorse di sistema), alla fatturazione dei consumi, alla profilazione degli utenti web e delle loro abitudini d'uso. L'accounting può avvenire in:
- tempo reale: se fruizione e contabilizzazione avvengono simultaneamente;
- modalità asincrona (batch accounting, "a blocchi"), qualora essa sia in un momento successivo alla fruizione delle risorse da parte degli utenti web e alla relativa registrazione/tracciamento. Il suo contenuto informativo minimo è l'insieme di: identificativo utente, tipologia di servizio, identificativo temporale di inizio e fine di fruizione del servizio.

## Elenco di protocolli AAA
- RADIUS (RFC 2865) - Cisco
- DIAMETER
- TACACS+ - Cisco